# Auguste Distave
Auguste Distave (* 30. November 1887 in Marchin; † 22. Dezember 1947 in Oostende) war ein belgischer Kunstlehrer und Graphiker der ersten Hälfte des zwanzigsten Jahrhunderts. Er wirkte in den Jahren zwischen den Weltkriegen in der Stadt Oostende.

## Leben

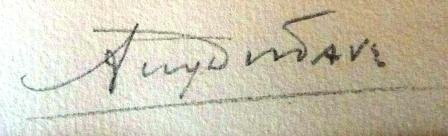

Oscar-Félix-Auguste Distave wurde in Marchin, südlich von Huy, im wallonischen Belgien geboren. Er studierte in Leuven und arbeitete ab 1908 als Zeichenlehrer am Koninklijke Atheneum in Oostende, einer damals sehr mondänen Hafenstadt an der flämischen Küste. Zu seinen Schülern gehörten unter andern die späteren Kunstmaler Gustaaf Sorel und A. J. Van Heste.
Bei Ausbruch des Ersten Weltkrieges flüchtete Distave wie viele seiner Landsleute vor den deutschen Besatzungstruppen ins nahe England. In Nottingham heiratete er 1915 die ebenfalls aus Oostende geflüchtete Elise Tournoy. 1917 zog er nach Choisy-le-Roi bei Paris, um nach Kriegsende nach Oostende zurückzukehren und seine Tätigkeit als Lehrer und Künstler wieder aufzunehmen in einer Stadt, die arg gelitten hatte und wo mit den zerstörten Villen und zerbombten Anlagen der ganze Glanz der Belle-époque untergegangen war, was wirtschaftlich und sozial zu einem großen Umschwung führte. Auguste Distave sollte bis an sein Lebensende dort bleiben. Seine Nachkommen leben noch heute in Oostende.

## Künstlerische Tätigkeit
Auguste Distave hatte eine klassische Ausbildung erhalten, die sein Werk prägte. Er malte auch Ölgemälde, doch sein besonderes Talent zeigte sich in seinen Radierungen. Nicht nur technisch beherrschte er Ätznadel und Säuren perfekt. In Paris, Chartres und Rouen, in den flandrischen Städten Ieper, De Panne, Nieuwpoort und Brugge, besonders aber im Oostende des Interbellum fand er die Inspiration zu seinen stimmungsvollen, oft melancholischen Bildern. Nicht den Abglanz der verflossenen Größe versuchte er hier zu vermitteln, sondern atmosphärische Nuancen, die er in der Altstadt, den Gassen des Fischerviertels und am Hafen einfing.

## Werke
Das Museum voor Schone Kunsten van Oostende bewahrte 1989 folgende Radierungen:
1. Het derde handelsdok 1931   (174x140)
2. Impasse Hendrik Serruyslaan (392x297)
3. De vismijn te Oostende      (392x297)
4. Berthe O.50                 (342x265)
5. Het derde handelsdok        (440x377)
6. Afleidingskanaal en de De Smet De Naeyerbrug (347x442)
7. De August Strackéstraat     (390x295)
8. De SS. Petrus & Pauluskerk  (390x298)
9. De Aartshertoginnestraat    (343x194)
10. Vuurtoren                   (343x194)
11. Zelfportrait                (180x140)

Heute befinden sich Radierungen Distaves im Kunstmuseum-aan-Zee in Oostende.
Die meisten Werke verbleiben in Privatbesitz.

## Ausstellungen
- 1982, Oostende, Heemkundig Museum De Plate
- 1989, Oostende, Hommage in der Gallerie De Peperbusse
- 2003, Oostende, Stedelijk Museum voor Schone Kunsten (thematische Gruppenausstellung)

## Galerie

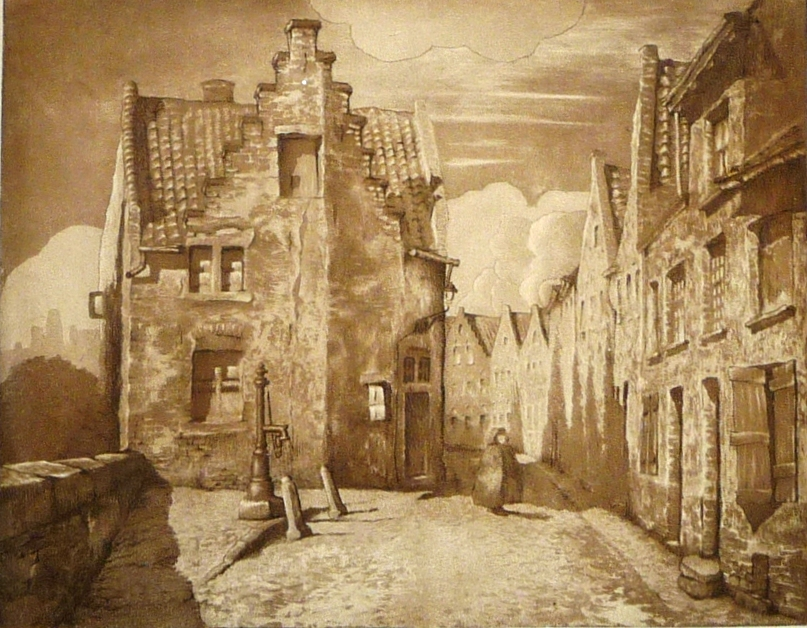
Brugge, Pottenmakersstraat (305x240)
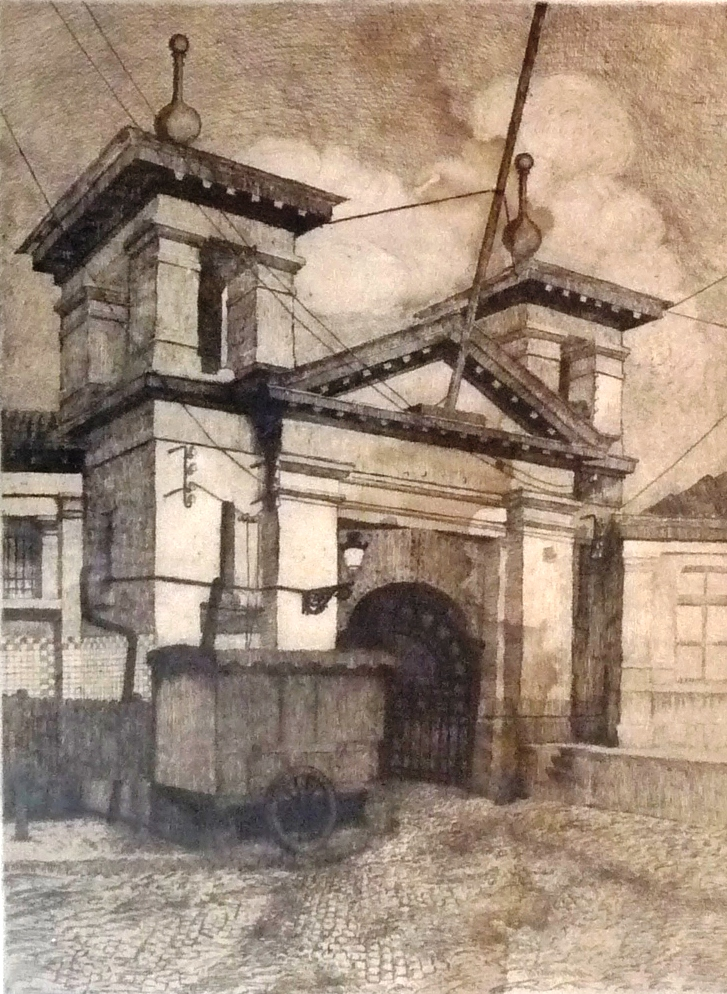
Alter Fischmarkt in Oostende (390x290)
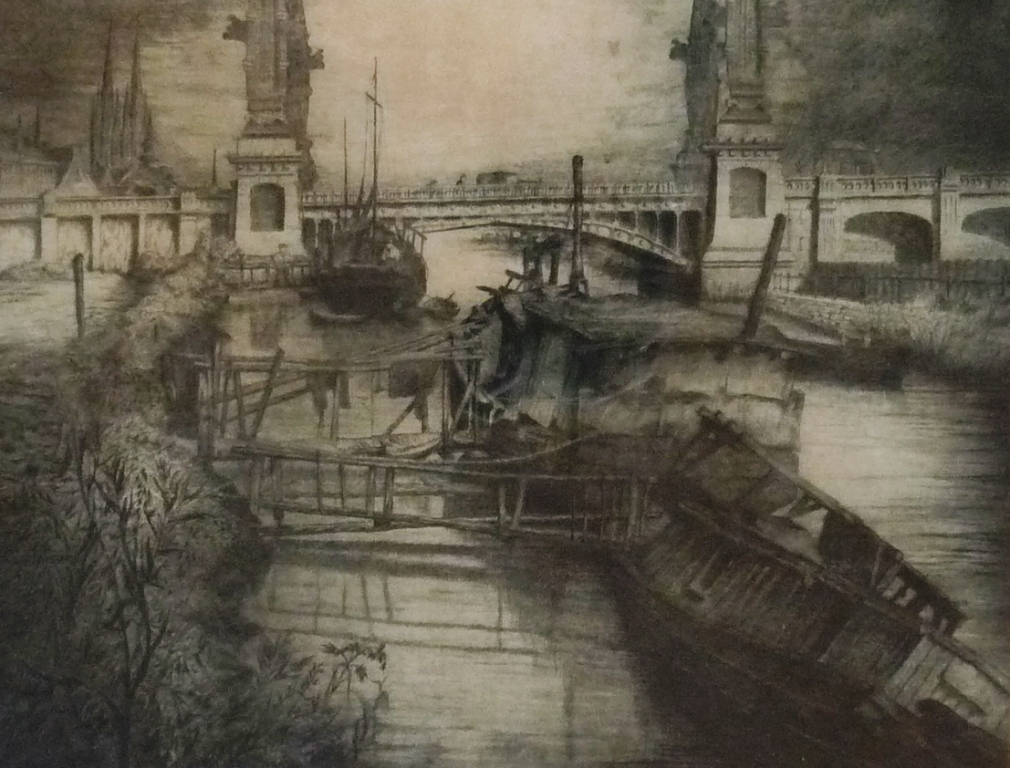
Afleidingskanal und De Smet de Nayerbrücke
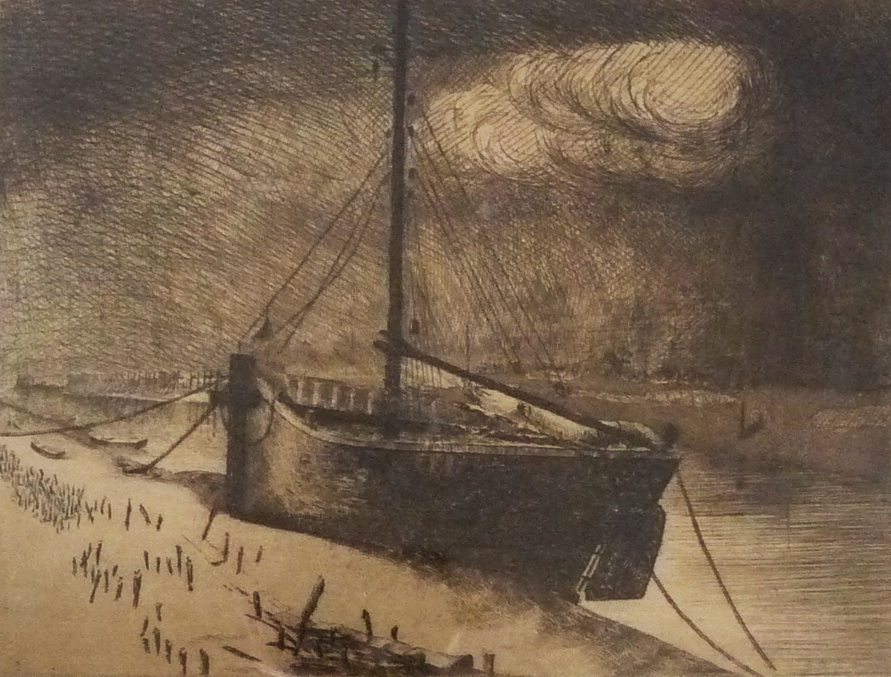
Boot in Nieuwpoort (390x290)
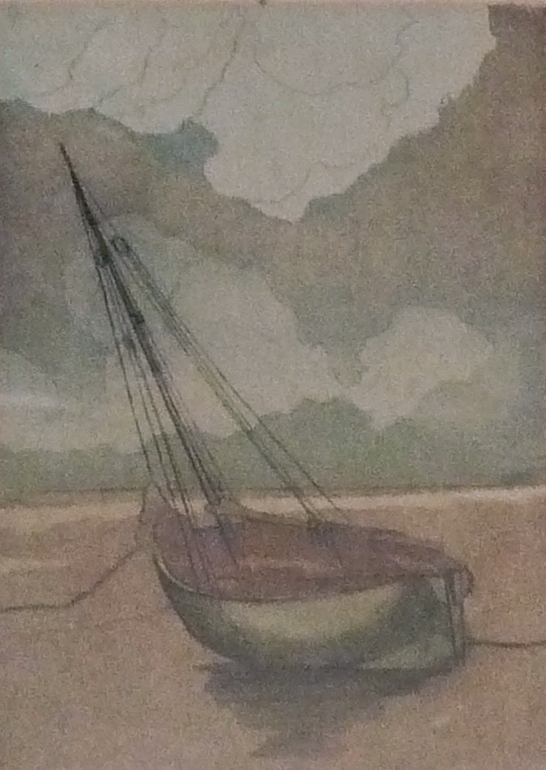
Ebbe in De Panne (150x210)
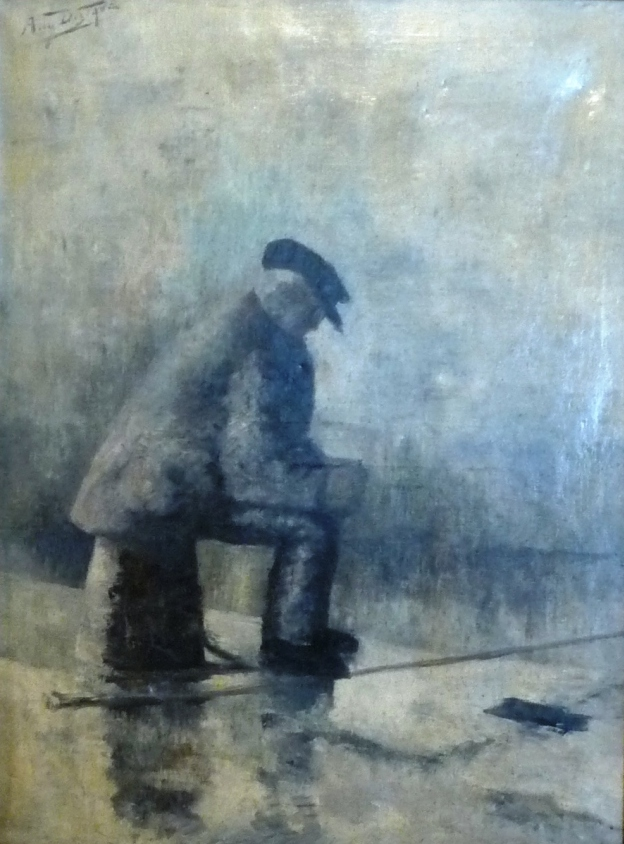
In Gedanken versunken (590x782)
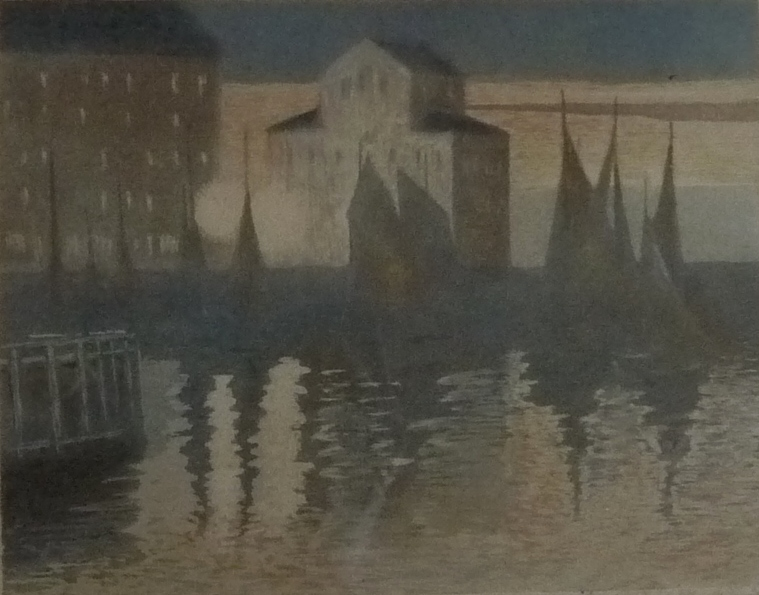
Nacht im Hafen (177x136)
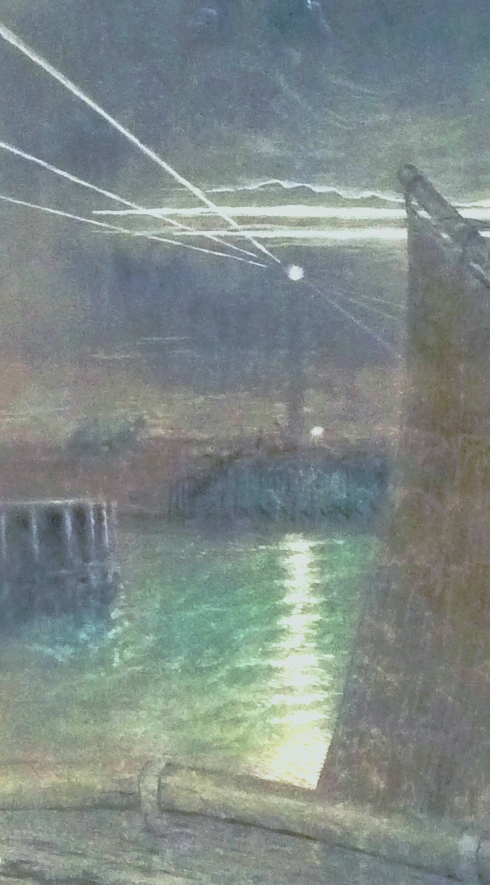
Leuchtturm (193x370)
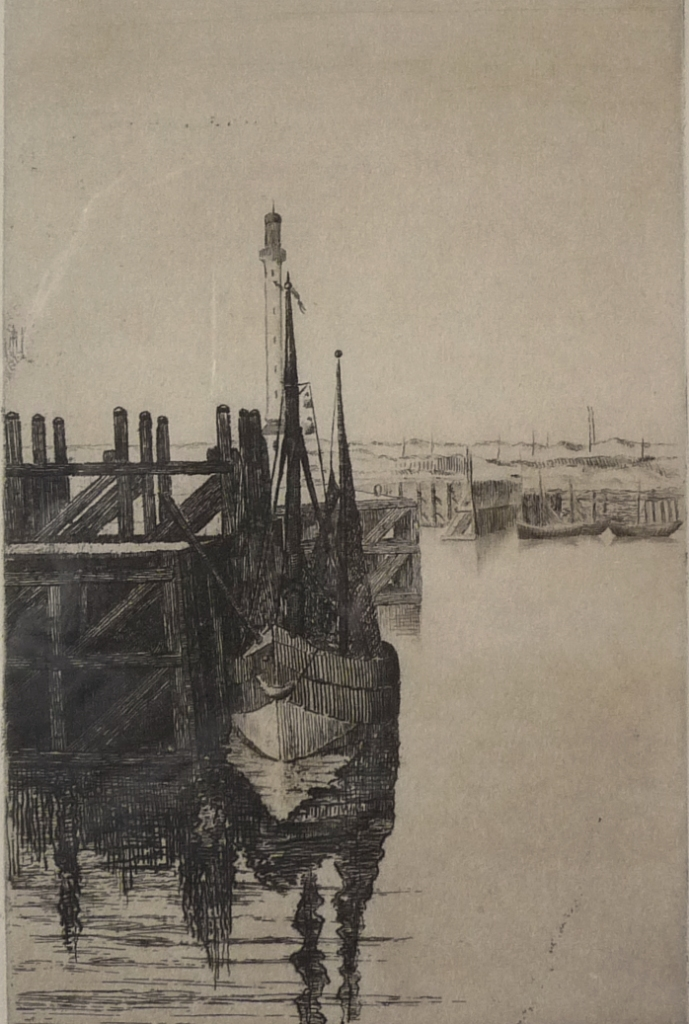
Fischerdock in Oostende (155x235)
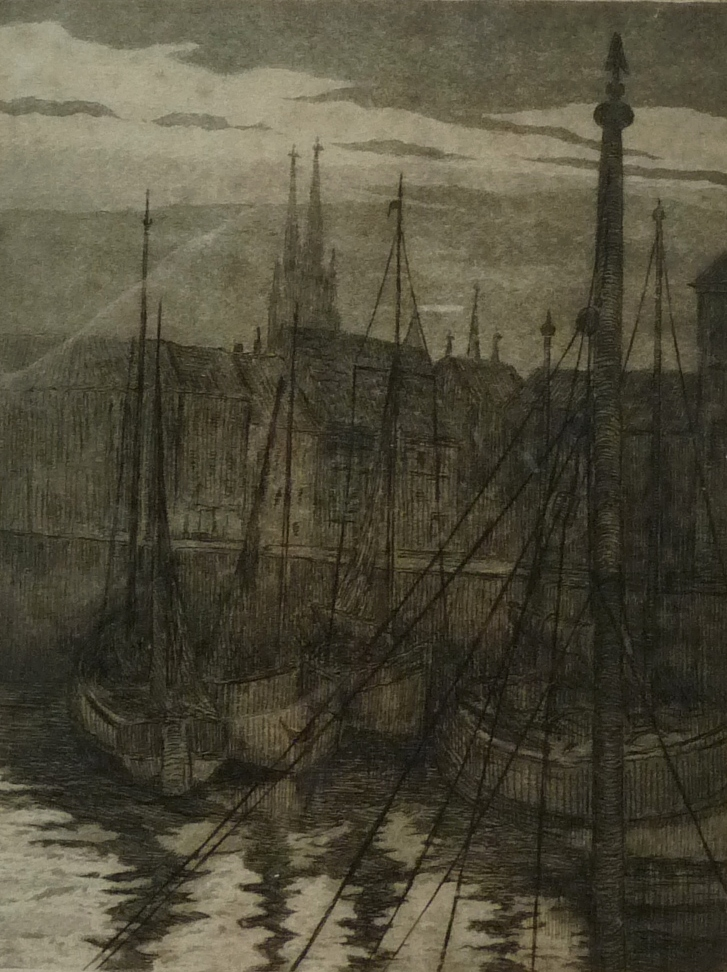
Boote am Visserskaai (137x172)
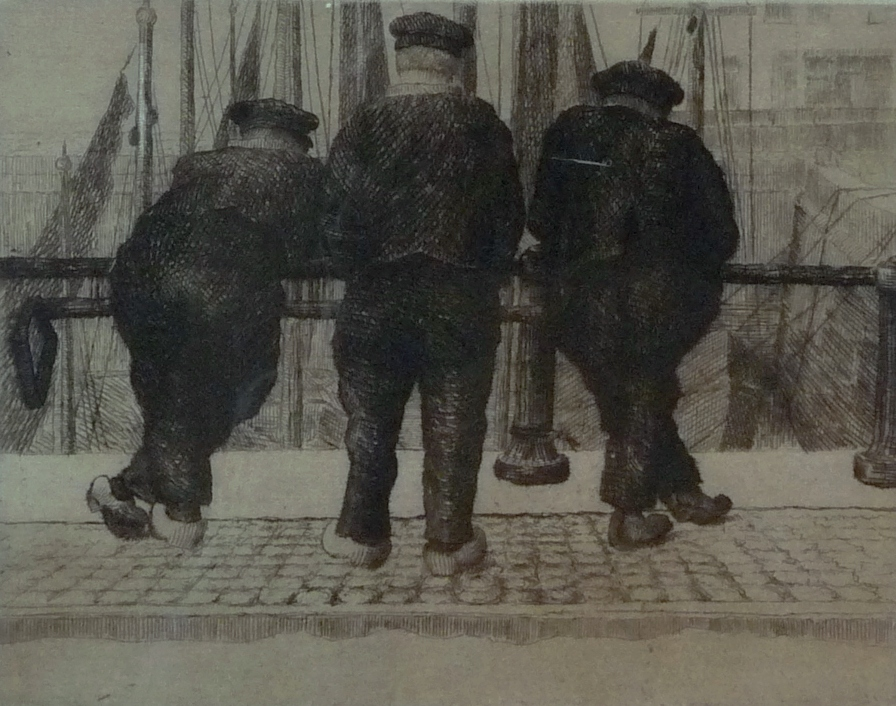
Fischer im Gespräch (172x137)